# Mitchell (rzeka w Queenslandzie)
Mitchell – rzeka w Australii, w północnej części stanu Queensland, na półwyspie Jork.
Źródła rzeki znajdują się na płaskowyżu Atherton, około 50 km na północny zachód od Cairns. W przeważającej części swego biegu rzeka płynie w kierunku północno-zachodnim. Ujście rzeki do Zatoki Karpentaria znajduje się nieopodal miasta Kowaynama. Jej długość wynosi 563 km. Głównymi dopływami są rzeki Lynd, Palmer i Walsh.
Mitchell posiada największy przepływ spośród rzek stanu Queensland. Okresowo wysycha (do 3 miesięcy w roku), w porze monsunowej natomiast wylewa.
Rzeka zbadana w 1845 roku przez Ludwiga Leichhardta, który nazwał ją na cześć podróżnika i geodety Thomasa Mitchella.